# Prix littéraires du Gouverneur général 1987
Liste des Prix littéraires du Gouverneur général pour 1987, chacun suivi des finalistes.

## Français

### Prix du Gouverneur général: romans et nouvelles de langue française
- Gilles Archambault, L'obsédante obèse et autres agressions
- André Major, L'Hiver au cœur
- Jacques Marchand, Premier Mouvement
- Francine Noël, Myriam première

### Prix du Gouverneur général: poésie de langue française
- Fernand Ouellette, Les Heures
- Hugues Corriveau, Mobiles
- Normand de Bellefeuille, Heureusement, ici il y a la guerre
- Gérald Godin, Ils ne demandaient qu'à brûler

### Prix du Gouverneur général: théâtre de langue française
- Jeanne-Mance Delisle, Un oiseau vivant dans la gueule
- Suzanne Aubry, La Nuit des p'tits couteaux
- Marie Laberge, Oublier
- Michel Tremblay, Le Vrai Monde ?

### Prix du Gouverneur général: études et essais de langue française
- Jean Larose, La Petite Noirceur
- Lise Bissonnette, La Passion du présent
- Marcel Trudel, Mémoire d'un autre siècle

### Prix du Gouverneur général: littérature jeunesse de langue française - texte
- David Schinkel et Yves Beauchesne, Le Don
- Ginette Anfousse, Les Catastrophes de Rosalie
- Denis Côté, Nocturnes pour Jessie
- Vincent Lauzon, Le Pays à l'envers

### Prix du Gouverneur général: littérature jeunesse de langue française - illustration
- Darcia Labrosse, Venir au monde
- Hélène Desputeaux, Bonne fête Madeleine
- Stéphane Poulin, Les Animaux en hiver
- Gilles Tibo, Annabel Lee

### Prix du Gouverneur général: traduction de l'anglais vers le français
- Ivan Steenhout et Christiane Teasdale, L'Homme qui se croyait aimé
- Jean-Pierre Fournier, Jacob Deux-Deux et le dinosaure
- Ivan Steenhout, La Couleur du sang
- Claudine Vivier, La Dialectique de la reproduction

## Anglais

### Prix du Gouverneur général: romans et nouvelles de langue anglaise
- M.T. Kelly, A Dream Like Mine
- David Gurr, The Ring Master
- Rohinton Mistry, Tales from Firozsha Baag
- Michael Ondaatje, In the Skin of a Lion
- Carol Shields, Swann: a mystery

### Prix du Gouverneur général: poésie de langue anglaise
- Gwendolyn MacEwen, Afterworlds
- Di Brandt, Questions I Asked My Mother
- Roy Kiyooka, Pear Tree Pomes
- Sharon Thesen, The Beginning of the Long Dash

### Prix du Gouverneur général: théâtre de langue anglaise
- John Krizanc, Prague
- Wendy Lill, The Occupation of Heather Rose
- Michael D.C. McKinlay, Walt and Roy
- Sharon Pollock, Whiskey Six Cadenza

### Prix du Gouverneur général: études et essais de langue anglaise
- Michael Ignatieff, The Russian Album
- Janice Kulyk Keefer, Under Eastern Eyes
- P.K. Page, Brazilian Journal

### Prix du Gouverneur général: littérature jeunesse de langue anglaise - texte
- Morgan Nyberg, Galahad Schwartz and the Cockroach Army
- Welwyn Wilton Katz, False Face
- Donn Kushner, A Book Dragon
- Russell McRae, Going to the Dogs

### Prix du Gouverneur général: littérature jeunesse de langue anglaise - illustration
- Marie-Louise Gay, Rainy Day Magic
- John Bianchi, Exploring the Night Sky
- László Gál, The Enchanted Tapestry
- Shawn Steffler, Flights of Magic

### Prix du Gouverneur général: traduction du français vers l'anglais
- Patricia Claxton, Enchantment and Sorrow: The Autobiography of Gabrielle Roy
- Sheila Fischman, Heartbreaks Along the Road
- Anthony Martin-Sperry, Languages and Their Territories
- Patricia Sillers, The Dragon and Other Laurentian Tales